# Laterna magica
 Ikke at forveksle med Laterna magika.
Laterna magica var en primitiv forløber for lysbilledapparatet, og dermed det første skridt mod levende film. Det latinske betyder på dansk magisk lygte.
En Laterna magica er principielt det samme som en transparentprojektor.
Den danske fysiker Thomas Walgensten var ophavsmand til den første rigtigt anvendelige Laterna magica. Han demonstrerede apparatet i Paris (1664), Lyon (1665), Rom (1665-66), og København (1670).

## Eksterne envisninger
- Wikimedia Commons har flere filer relateret til Laterna magica

| Film | Spire Denne filmartikel er en spire som bør udbygges. Du er velkommen til at hjælpe Wikipedia ved at udvide den. |